# هانه ويبستير فوستير
هانه ويبستير فوستير (10 سبتمبر 1758 - 17 أبريل 1840) (بالإنجليزية: Hannah Webster Foster)‏. هي روائية أمريكية. نشرت روايتين في 1797 ولم تكشف اسمها، بالرغم من أن الروايتين حققت مبيعات ممتازة، إلا أن اسمها ظل مجهولاً حتى بعد وفاتها في 1866 حيث ظهر اسمها في واجهة الكتاب. وفي 1798 نشرت رواية تعليقاً على تعليم الإناث في الولايات المتحدة.
ولدت عام 1758 في ساليبوري، ماساتشوستس، من عائلة ثرية. وتلقت تعليماً ممتازاً. وفي العقد الثامن من القرن الثامن عشر بدأت تكتب مقالات سياسية لصحيفة بوسطن. وفي 1785 تزوجت القس جون فوستر. واستقروا في برايتون في بوسطن، حيث خدم جون كقسيس في الكنيسة الأولى.
حملت بستة أطفال، وبعد ذلك ألفت كتابين، ومن ثم عادت لكتابة المقالات الصحفية. وعندما توفي زوجها في 1829، انتقلت إلى مونتريال لتكون مع أطفالها وتوفيت هناك في 1840 عن عمر ناهز 81.